# محمد بوشيحة
محمد بوشيحة (تونس العاصمة، 21 جوان 1948)، هو سياسي تونسي، تولى سابقا الأمانة العامة لحزب الوحدة الشعبية بين عامي 2000 و2011.

## حياته العملية
درس في كلية الآداب بتونس وتحصل على الأستاذية في التاريخ والجغرافيا. عمل بين 1972 و1974 كصحفي في جريدة لابراس ثم التحق بالديوان التونسي للتنظيم العائلي والعمران البشري الذي قضى فيه عدة سنوات. عمل بين 1981 و1995 كرئيس مصلحة ثم كمدير بالشركة الوطنية للنقل بين المدن. تولّى فيما بعد إدراة شركة النقل بالأنابيب عبر الصحراء والإسمنت الاصطناعي التونسي وهما شركتان عموميتين.

## حياته السياسية
انضم إلى حركة الوحدة الشعبية عام 1979، وفي 1981 أصبح أمينا مساعدا لحزب الوحدة الشعبية الذي تشكل بعد حصول الانشقاق في حركة الوحدة الشعبية الذي قاده محمد بلحاج عمر. تولى الأمانة العامة في جانفي 2000 خلفا لمحمد بلحاج عمر وحافظ على التوجه المساند للسلطة الذي اتبعه سلفه. ويذكر هنا أنه ابن خالة ليلى بن علي زوجة الرئيس زين العابدين بن علي. ترشح للانتخابات الرئاسية لعام 2004 متبنيا لخط موال للرئيس، وتحصل على 3.78% من الأصوات. وحافظ على نفس الخط عند ترشحه للانتخابات الرئاسية لعام 2009 متحصلا هذه المرة على 5.01% من الأصوات. انتخب كعضو في مجلس النواب سنتي 1999 و2004 عن دائرة تونس الأولى. وبعد الثورة التونسية التي أجبرت بن علي على الفرار من تونس، تمت إقالته من الأمانة العامة للحزب من قبل مكتبه السياسي، بهدف «إعادة الحزب إلى نهج المعارضة الجدّي».  غير أنه رفض تلك الإقالة اعتبارا منه أن «المكتب السياسي... لا يملك سلطة تنفيذية» متهما زملاءه في المكتب السياسي بالتخريب.
وقد ظل بوشيحة متواريا عن الأنظار منذ ذلك الحين ولم يشارك في أي سباق انتخابي بعد الثورة.

## وصلات خارجية
- موقعه لرئاسيات 2009

## إشارات مرعية
1. 1 2 3  محمد بوشيحة بعد إقالته: لا يحق للمكتب السياسي إبعادي: ليلى الطرابلسي ابنة خالتي.. وما ذنبي، إن تزوجت بن علي؟ نسخة محفوظة 21 يناير 2011 على موقع واي باك مشين. "نسخة مؤرشفة". مؤرشف من الأصل في 2020-01-26. اطلع عليه بتاريخ 2020-09-25.{{استشهاد ويب}}:  صيانة الاستشهاد: BOT: original URL status unknown (link)
2. ↑  "إقالة محمد بوشيحة من الأمانة العامة لحزب الوحدة الشعبية ..." تورس. مؤرشف من الأصل في 2022-09-07. اطلع عليه بتاريخ 2022-09-07.